# Licania alba
Licania alba är en tvåhjärtbladig växtart som först beskrevs av Bernoulli, och fick sitt nu gällande namn av José Cuatrecasas. Licania alba ingår i släktet Licania och familjen Chrysobalanaceae. Inga underarter finns listade i Catalogue of Life.